# 1998 QV63
1998 QV63 är en asteroid i huvudbältet som upptäcktes den 31 augusti 1998 av Beijing Schmidt CCD Asteroid Program vid Xinglong-observatoriet.
Asteroiden har en diameter på ungefär 5 kilometer och den tillhör asteroidgruppen Agnia.